# Szajch al-Hadid
Szajch al-Hadid (arab. شيخ الحديد) – miasto w Syrii, w muhafazie Aleppo. W 2004 roku liczyło 5063 mieszkańców.